# Allan James Foley
Allan James Foley, artiestennaam Signor Foli, (Cahir, Tipperary, 7 augustus 1837 - Southport 20 oktober 1899) was een Iers operazanger. Zijn stemvoering was bas. Hij nam de naam Signor Foli aan voor meer artistiek cachet.
Hoewel in Ierland geboren groeide hij op in Hartford (Connecticut). Zanglessen kreeg hij bij Bisaccia in Napels, Italië. Hij maakte zijn debuut in Catania in 1862. Hij sloot zich aan bij de Opéra de Paris en in het seizoen 1865 bij het gezelschap van James Henry Mapleson. Zijn eerste optreden in Londen vond plaats in 1865 met een rol St. Bris in Les Huguenots. Hij gaf datzelfde jaar ook optredens in Manchester, Dublin, Belfast en Liverpool, voordat het gezelschap weer uit elkaar viel. In 1866 werd hij geïntroduceerd bij het Royal Philharmonic Society. Hij bleef optreden voor Mapleson en bouwde in de loop der jaren een repertoire op van ongeveer zestig opera’s.
Naast in opera’s was Signor Foli ook te horen op concertavonden en in oritoria. Hij gaf optredens over de gehele wereld van San Francisco tot Moskou en Sint Petersburg. Op 13 maart 1890 was hij in Birmingham toen Agathe Backer-Grøndahl daar een concert gaf. Signor Foli zong toen liederen. Tijdens een tweede concert een aantal dagen laten speelde de Noorse pianiste uitsluitend pianorepertoire. Hij was vier keer te horen tijdens de Promsconcerten in 1895 en 1896.
Signor Foli had een uitgesproken temperament. Het verhaal gaat dat hij ooit een maaltijd in een gerenommeerd restaurant naar buiten gooide omdat het volgens hem niet te eten was. Een interview met de San Francisco Call in 1896 leverde op dat hij het een onderontwikkeld bosdorp met barbaren vond.
Zijn stem is bewaard gebleven. Zo maakte hij een opname in Crystal Palace in 1878, die toen goede recensies kreeg.
- International Standard Name Identifier: 0000 0004 4106 8175
- Nationale bibliotheek van Australië: 53040618
- Istituto Centrale per il Catalogo Unico: INTV008544
- Système universitaire de documentation: 130518735
- Trove: 1532604
- Virtual International Authority File: 202249992